# Karl Hoppe (Rennfahrer)

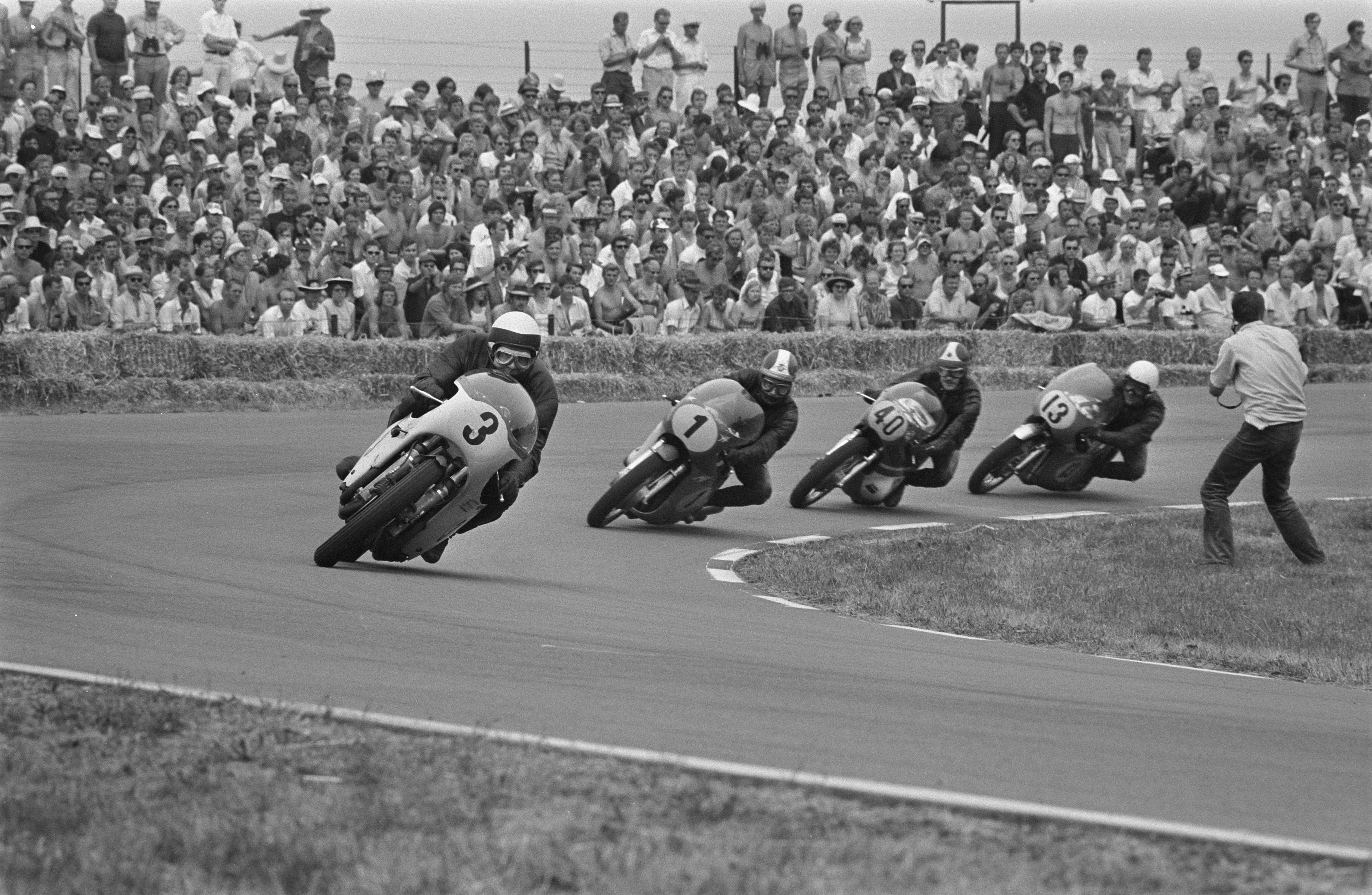
Dutch TT 1970: Hoppe (Nr. 3) im 500-cm³-Rennen auf Münch-URS vor Giacomo Agostini (Nr. 1), John Williams (Nr. 40) und Paul Smart (Nr. 13)

Karl Hoppe (* 5. Januar 1923 in Diekholzen; † 3. August 1987) war ein deutscher Motorradrennfahrer.

## Leben
Hoppe war seit den 1950er-Jahren als Privatfahrer in der Deutschen Motorrad-Straßenmeisterschaft aktiv. Bei Blaupunkt und Bosch war er Betriebsrat und außerdem widmete er sich ehrenamtlich seiner Gemeinde Diekholzen, in der er Gemeinderat und Bürgermeister war. Die Boulevardpresse betitelte ihn gerne als den „schnellsten Bürgermeister Deutschlands“.
Außerdem war Hoppe häufig in der Motorrad-Weltmeisterschaft am Start. Dort erzielte er 1968 beim Großen Preis der DDR auf dem Sachsenring mit dem fünften Platz in der 350-cm³-Klasse seine ersten WM-Punkte. In der 500-cm³-Klasse belegte er 1969 beim Großen Preis von Deutschland auf dem Hockenheimring hinter dem Italiener Giacomo Agostini (MV Agusta) den zweiten Rang auf einer Métisse-URS.
Karl Hoppe erhielt 1971 von Bundespräsident Gustav Heinemann das Silberne Lorbeerblatt.

## Statistik

### Erfolge
- 1958 – Deutscher 350-cm³-Meister auf A.J.S.
- 1961 – Deutscher 350-cm³-Meister auf A.J.S.
- 1965 – Deutscher 350-cm³-Meister auf A.J.S.
- 1965 – Deutscher 500-cm³-Meister auf Matchless
- 1966 – Deutscher 350-cm³-Meister auf A.J.S.
- 1966 – Deutscher 500-cm³-Meister auf Matchless
- 1969 – Deutscher 500-cm³-Meister auf Matchless
- 1970 – Deutscher 350-cm³-Meister auf Yamaha

### In der Motorrad-Weltmeisterschaft
- 1968 – 14. in der 350-cm³-Klasse auf Aermacchi
- 1969 – 20. in der 350-cm³-Klasse auf Yamaha
- 1969 – 18. in der 500-cm³-Klasse auf Métisse-URS
- 1970 – 13. in der 350-cm³-Klasse auf Yamaha
- 1970 – 21. in der 500-cm³-Klasse auf Münch-URS